# Жена астронавта
«Жена астронавта» (англ. The Astronaut's Wife) — фантастический фильм 1999 года с Шарлиз Терон и Джонни Деппом в главных ролях.
Картина провалилась в прокате, собрав 19 598 588 $ при бюджете в 75 млн $. Кинокритики также не приняли фильм. На Rotten Tomatoes из 59 рецензий только 15 % оказались положительными, со средним рейтингом 4,2 из 10. Сайт Metacritic дал фильму 37 баллов из 100 на основе 17 обзоров.

## Сюжет
Двое американских астронавтов — Спенсер Армакост (Джонни Депп) и Алекс Штрек (Ник Кассаветес) — в составе экипажа из шести человек «Шаттла» выполняли на околоземной орбите очередное задание, входящее в космическую программу НАСА. Во время мелкого ремонта спутника в открытом космосе происходит взрыв, и на 2 минуты ЦУП теряет связь с экипажем «Шаттла». Затем по командам с Земли двоих оставшихся в открытом космосе людей пытаются вернуть на борт челнока. В аварийном порядке «Шаттл» совершает посадку на космодроме во Флориде, Спустя пару дней Спенсер и Алекс благополучно возвращаются домой.
Жена Спенсера Джиллиан (Шарлиз Терон) начинает замечать изменения в характере мужа. Спенсер всегда говорил, что его похоронят в небе, но после взрыва ушёл со службы и переехал с женой в Нью-Йорк, где устроился в компанию Lockheed Martin, строящую истребители, и посвятил себя бизнесу. На прощальной вечеринке внезапно умирает Алекс Штрек. После похорон кончает с собой и его жена Натали.  
Джиллиан никак не может привыкнуть к большому городу, её не прельщают чопорные светские рауты, куда их часто приглашают с мужем. Тест на беременность дал положительный результат, а УЗИ определило — у неё будет двойня. Спенсер никогда не вспоминает прошлую жизнь и не говорит о происшествии в космосе, Джиллиан все больше чувствует себя подавленной, ей снятся странные сны. Она рассказывает врачу, что когда-то страдала серьезным психическим расстройством.
С Джиллиан встретился доктор Шерман Риз (Джо Мортон). Он сообщает ей, что заинтересовался аварией, после чего его уволили из НАСА. Риз объясняет, что после тех злосчастных двух минут в открытом космосе Спенсер, как и покойный капитан Штрек, претерпели некоторые изменения. Также Риз сообщает, что покончившая самоубийством Натали тоже была беременна двойней. Джиллиан скрывает от Спенсера их разговор, но когда она приходит на следующую встречу с Ризом, неожиданно появляется Спенсер и перехватывает Риза. Джиллиан обвиняет свою сестру Нэн (Клеа ДюВалл) в том, что она рассказала обо всем ее мужу. 
Риз успевает отправить Джиллиан письмо с ключом от хранилища. Она находит там материалы и соглашается с выводом Риза, что в тело её мужа и капитана Штрека вселилась некая инопланетная сущность, прибывшая в нашу систему в виде радиоволны. Спенсер, как и дети в её чреве, уже не люди в полном смысле этого слова. Их сознание есть «Я» нечеловеческого характера, а Спенсер хочет построить космический корабль, управляемый парой идентичных компьютеров, помогающих друг другу, то есть своими детьми-близнецами.
С помощью лекарственного средства Джиллиан пытается сделать аборт, но Спенсер застаёт её за этим занятием. Он бьёт Джилл, та падает с лестницы и оказывается в больнице. Она сбегает из больницы домой, Спенсер преследует ее. Джиллиан открывает краны, заливая водой всю комнату, и держит в руке проводной радиоприёмник, угрожая, что совершит самоубийство. Спенсер подтверждает, что он - больше не человек. Джиллиан понимает, что он убил Риза и ее сестру Нэн как нежелательных свидетелей. Джиллиан убивает мужа, бросая радио в лужу на полу. Разряд тока убивает Спенсера, но находившаяся в нём инопланетная сущность переходит в тело самой Джиллиан. 
Спустя несколько лет Джиллиан, живущая под чужим именем и вышедшая замуж за пилота-истребителя, отправляет своих мальчиков-близнецов  в школу.
У фильма существует альтернативная концовка.

## В ролях
- Джонни Депп — Спенсер Армакост
- Шарлиз Терон — Джиллиан Армакост
- Джо Мортон — Шерман Риз
- Ник Кассаветис — Алекс Штрек
- Клеа ДюВалл — Нэн
- Блэр Браун — Шэлли Макларен
- Коул Спроус — Близнец 1
- Дилан Спроус — Близнец 2